# 786 (číslo)
Sedm set osmdesát šest je přirozené číslo. Následuje po čísle sedm set osmdesát pět a předchází číslu sedm set osmdesát sedm. Římskými číslicemi se zapisuje DCCLXXXVI a řeckými číslicemi ψπς.

## Matematika
786 je:
- Abundantní číslo
- Složené číslo
- Nešťastné číslo

## Astronomie
- (786) Bredichina je planetka hlavního pásu, kterou objevil v roce 1914 Franz Kaiser

## Roky
- 786
- 786 př. n. l.